# Herretshofen
Herretshofen ist ein Ortsteil von Kirchhaslach im Landkreis Unterallgäu in Bayern und war bis 1972 eine selbstständige Gemeinde. 

## Geschichte
Das Kirchdorf Herretshofen war ein Teil der Herrschaft Babenhausen der Fürsten Fugger-Babenhausen, die ab 1803 Reichsfürstentum war. Mit der Rheinbundakte 1806 kam der Ort zum Königreich Bayern. Die 1818 mit dem bayerischen Gemeindeedikt gebildete Gemeinde Herretshofen wurde am 1. Juli 1972 nach Kirchhaslach eingemeindet.